# Liste der Monuments historiques in Blienschwiller
Die Liste der Monuments historiques in Blienschwiller führt die Monuments historiques in der französischen Gemeinde Blienschwiller auf.

## Liste der Bauwerke
| Bezeichnung          | Beschreibung                                | Standort                   | Kennzeichnung | Schutzstatus | Datum | Bild           |
| -------------------- | ------------------------------------------- | -------------------------- | ------------- | ------------ | ----- | -------------- |
| Brunnen              | aus der zweiten Hälfte des 16. Jahrhunderts | Place de la Metzig (Lage)  | PA00084627    | Inscrit      | 1931  | weitere Bilder |
| Kirche Sts-Innocents | ab dem 13. Jahrhundert                      | Impasse de l’Église (Lage) | PA00084626    | Inscrit      | 1931  | weitere Bilder |

## Liste der Objekte
| Bezeichnung                                 | Beschreibung | Standort                           | Kennzeichnung | Schutzstatus   | Datum     | Bild           |
| ------------------------------------------- | --- | ---------------------------------- | ------------- | -------------- | --------- | -------------- |
| Gemälde Ermordung der unschuldigen Kindlein | Ölfarbe auf Leinwand, 1816 | in der Kirche Sts-Innocents (Lage) | PM67001569    | Inscrit        | 1996      |                |
| Zwei Beichtstühle                           | Holz, Anfang des 19. Jahrhunderts | in der Kirche Sts-Innocents (Lage) | PM67001573    | Inscrit        | 1996      |                |
| Glocke                                      | Bronze, 1474 | in der Kirche Sts-Innocents (Lage) | PM67000028    | Classé         | 1982      |                |
| Seitenaltar                                 | Altar und Retabel, Gemälde Mariä Himmelfahrt, Tondo Aloisius von Gonzaga; Eichenholz, vergoldet, und Ölfarbe auf Leinwand, 19. Jahrhundert | in der Kirche Sts-Innocents (Lage) | PM67001571    | Inscrit        | 1996      | weitere Bilder |
| Orgelprospekt                               | 1734 von Johann Georg Rohrer gebaut | in der Kirche Sts-Innocents (Lage) | PM67000996    | Inscrit Classé | 1996 1997 | weitere Bilder |
| Kanzel                                      | Eichenholz, farbig gefasst und vergoldet, zweites Viertel des 18. Jahrhunderts                                                             | in der Kirche Sts-Innocents (Lage) | PM67001572    | Inscrit        | 1996      | weitere Bilder |
| Seitenaltar                                 | Altar und Retabel, Gemälde Taufe Jesu, Tondo Joseph mit dem Jesuskind; Eichenholz, vergoldet, und Ölfarbe auf Leinwand, 19. Jahrhundert    | in der Kirche Sts-Innocents (Lage) | PM67001570    | Inscrit        | 1996      | weitere Bilder |
| Prozessionskreuz                            | Holz, farbig gefasst, 18. Jahrhundert | in der Kirche Sts-Innocents (Lage) | PM67001574    | Inscrit        | 1996      | weitere Bilder |